# Otto Wels
Otto Wels (Berlino, 15 settembre 1873 – Parigi, 16 settembre 1939) è stato un politico tedesco.
Membro del Partito Socialdemocratico (SPD) dal 1891, ne divenne leader nel 1919 e lo rimase fino al giorno della sua morte. Fu dichiarato apolide dal governo nazista nel giugno del 1933, tre mesi dopo lo scioglimento dell'SPD, e in seguito fu esiliato nel territorio del bacino della Saar, che era ancora un Mandato della Società delle Nazioni. Ricostruì l'SPD in esilio e morì a Parigi nel 1939.

## Opposizione al Nazismo
È celebre il suo discorso del 22 marzo 1933quando, davanti ad un'assemblea in mano ai nazisti, fu l'unico che prese la parola per denunciare all'opinione pubblica il suicidio del Parlamento che, nella nuova legge di autorizzazione (Decreto dei pieni poteri), rinunciava ai suoi poteri di controllo sull'esecutivo. Nel discorso divenne memorabile la frase rivolta ad Hitler: 
I 96 deputati socialdemocratici votarono contro la legge. I comunisti non erano presenti perché erano stati arrestati dalle forze governative ora al servizio dei nazisti. In realtà, la maggior parte dei deputati comunisti e diversi socialdemocratici erano già in prigione, così diminuirono i voti necessari a Hitler per approvare la legge. Il resto del Reichstag, intimidito o dipendente dai nazisti, votò a favore del decreto. L'adozione di questa legge segnò la fine della democrazia parlamentare in Germania e costituì la base giuridica per la dittatura di Hitler. Poche settimane dopo l'approvazione della legge delega, il governo di Hitler bandì l'SPD, mentre gli altri partiti politici tedeschi si sciolsero spontaneamente per evitare il processo, in modo tale che l'NSDAP divenne l'unico partito legale in Germania.

## L'esilio

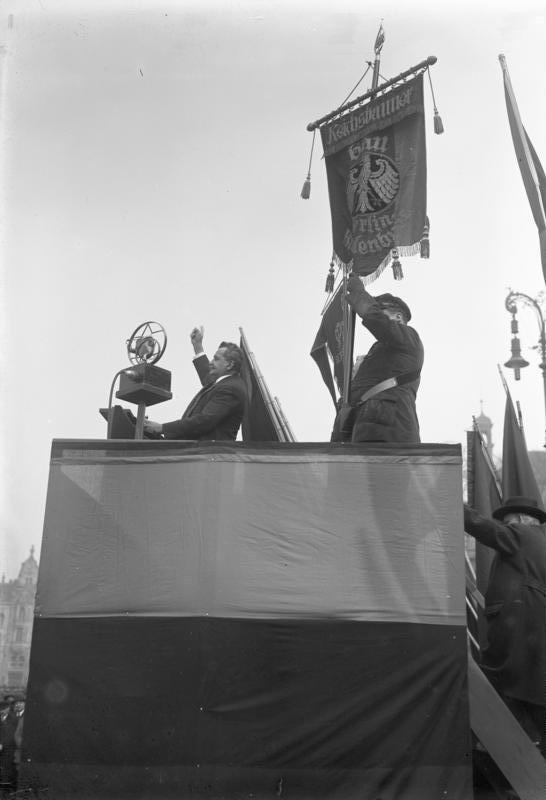
Otto Wels in un comizio al Lustgarten nel marzo 1932

Poco prima dello scioglimento dell'SPD, fu sollecitato insieme ad altri funzionari del partito a fuggire dalla Germania, dal momento che le loro vite erano in pericolo. Emigrò prima nel Saarland, poi a Praga dove scelse di continuare la lotta contro il regime nazista formando il SoPaDe, o SPD in esilio. Anni dopo, nel 1938, in occasione della crisi dei Sudeti e l'imminente avanzata tedesca in Cecoslovacchia, fuggì a Parigi, città in cui morì nel settembre 1939, poco dopo l'inizio della seconda guerra mondiale.